# Maria Antonia af Begge Sicilier (1814–1898)
Maria Antonia Anna af Bourbon-Begge Sicilier (født 19. december 1814 i Palermo, død 7. november 1898 i Gmunden i Oberösterreich) var født som prinsesse af Begge Sicilier og medlem af Huset Bourbon-Begge Sicilier. Gennem sit ægteskab med storhertug Leopold 2. af Toscana blev hun den sidste storhertuginde af Toskana.

## Forældre
Maria Antonia var datter Frans 1. af Begge Sicilier og María Isabella af Spanien. Hendes far var søn af Ferdinand 1. af Begge Sicilier og Maria Karolina af Østrig, mens hendes mor var datter af Karl 4. af Spanien og Maria Luisa af Parma (1751 – 1819).

## Familie
I 1833 giftede Maria Antonia sig med storhertug Leopold 2. af Toscana.
De fik ti børn:
- ærkehertuginde Maria Isabella af Toscana (1834-1901). Gift med sin morbror Francesco di Paola, hertig di Trapani, yngste søn af Frans 1. af Begge Sicilier og Maria Isabella af Spanien.
- Ferdinand 4. af Toscana (1835–1908).
- ærkehertuginde Maria Theresa af Toscana (1836-1838).
- ærkehertuginde Maria Christina af Toscana (1838-1849).
- ærkehertug Karl Salvator af Toscana (1839-1892). Gift med Maria Immaculata af Begge Sicilier, datter af Ferdinand 2. af Begge Sicilier og Maria Theresa af Østrig.
- ærkehertuginde Maria Anna af Toscana (1840-1841).
- ærkehertug Rainer af Toscana (1842-1844).
- ærkehertuginde Maria Louisa af Toscana (1845-1917). Gift med fyrst Karl af Isenburg-Büdingen.
- ærkehertug Ludwig Salvator af Toscana (1847-1915) ugift
- ærkehertug Johann Salvator af Toscana (1852-1891 ?) (Han blev meldt savnet på havet i 1891). Der har været spekulationer om, at han overlevede, og at han derefter levede under et alias (Johann Orth eller Herman Köhler).